# Maladers
Maladers é uma comuna da Suíça, no Cantão Grisões, com cerca de 510 habitantes. Estende-se por uma área de 7,61 km², de densidade populacional de 67 hab/km². Confina com as seguintes comunas: Calfreisen, Churwalden, Coira (Chur), Praden, Trimmis.
A língua oficial nesta comuna é o Alemão.